# Distrito de Kukës
El distrito de Kukës (en albanés: Rrethi i Kukësit) fue uno de los 36 distritos de Albania. Con una población de 64,000 habitantes (2004) y un área de 956 km², estaba ubicado al noreste del país, siendo su capital la ciudad de Kukës.
Kukës fue una posición estratégica entre Kosovo y Albania durante la guerra de Kosovo. La antigua ciudad de Kukes se encuentra bajo el agua, debido a que fue inundada en 1978 cuando la presa fue construida.